# Fonte do Tritão

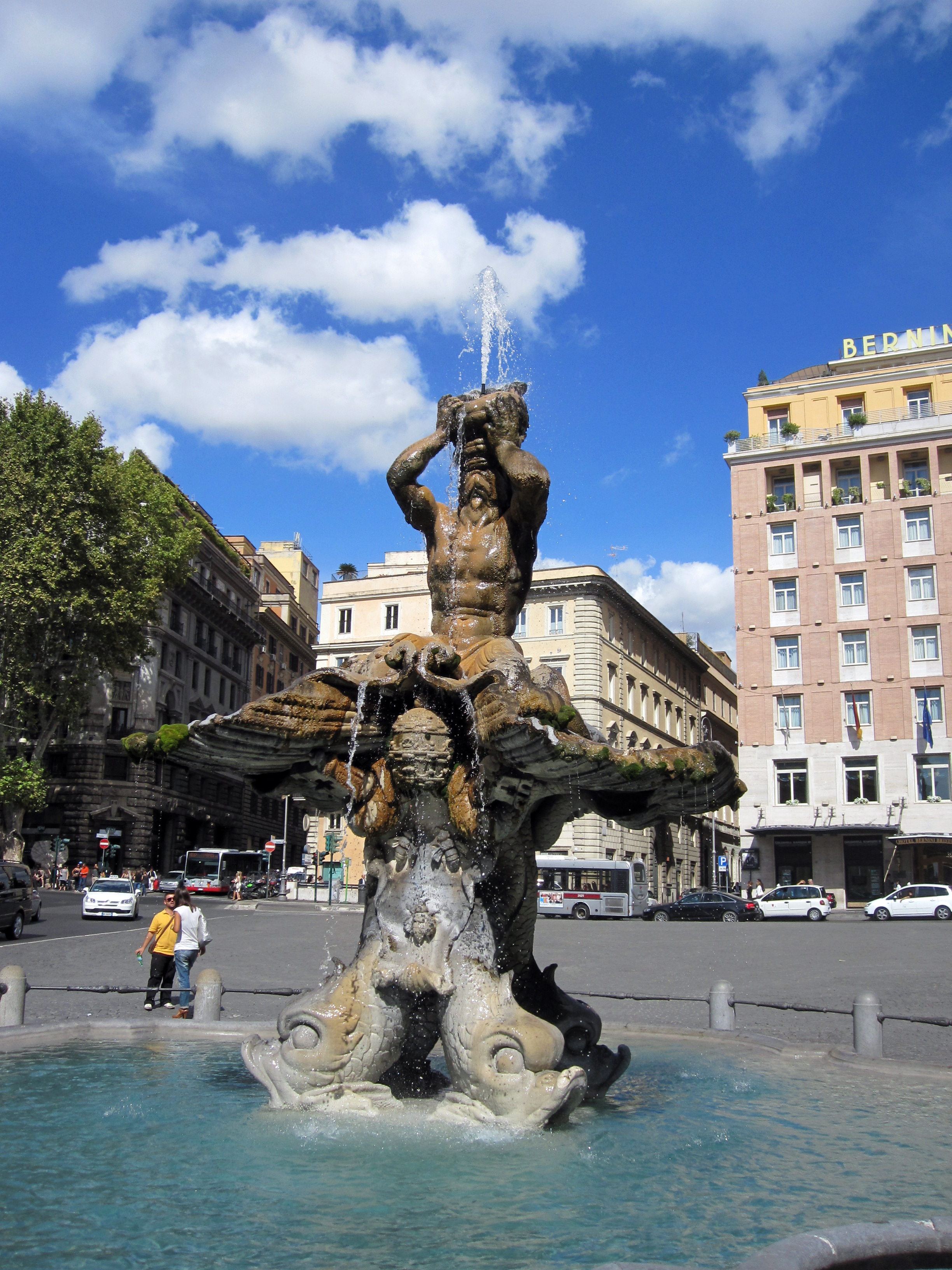
Fonte de Tritão

A Fonte do Tritão (em italiano:  Fontana del Tritone), uma das primeiras fontes de Gian Lorenzo Bernini, localiza-se na Piazza Barberini, em Roma, tendo sido uma encomenda do papa Urbano VIII, um amante da arte e fã do escultor. Bernini a esculpiu entre 1642 e 1643 e foi a primeira de suas fontes, indiscutivelmente barroca e de grande dramaticidade.
A escultura mostra Tritão, mítico personagem da mitologia grega, filho de Netuno, cujo tronco era de um homem e as pernas eram a cauda de um peixe, sorvendo água de uma concha, sendo apoiado por quatro grandes peixes de duras feições. Era natural na época de Bernini que todos os seres representados fossem de grande exatidão fisionômica, como se mostra Tritão, másculo e artisticamente perfeito.